# Glenwood (Minnesota)
Glenwood es una ciudad ubicada en el condado de Pope en el estado estadounidense de Minnesota. En el Censo de 2010 tenía una población de 2564 habitantes y una densidad poblacional de 168,94 personas por km².

## Geografía
Glenwood se encuentra ubicada en las coordenadas 45°39′42″N 95°23′4″O / 45.66167, -95.38444. Según la Oficina del Censo de los Estados Unidos, Glenwood tiene una superficie total de 15.18 km², de la cual 15.18 km² corresponden a tierra firme y (0%) 0 km² es agua.

## Demografía
Según el censo de 2010, había 2564 personas residiendo en Glenwood. La densidad de población era de 168,94 hab./km². De los 2564 habitantes, Glenwood estaba compuesto por el 97.15% blancos, el 0.82% eran afroamericanos, el 0.27% eran amerindios, el 0.39% eran asiáticos, el 0% eran isleños del Pacífico, el 0.08% eran de otras razas y el 1.29% pertenecían a dos o más razas. Del total de la población el 1.29% eran hispanos o latinos de cualquier raza.